# Блервил (Па де Кале)
Блервил (фр. Blairville) насеље је и општина у североисточној Француској у региону Север-Па д Кале, у департману Па де Кале која припада префектури Арас.
По подацима из 2011. године у општини је живело 296 становника, а густина насељености је износила 64,35 становника/km². Општина се простире на површини од 4,6 km². Налази се на средњој надморској висини од 115 метара (максималној 130 m, а минималној 91 m).

## Демографија
| 1962. | 1968. | 1975. | 1982. | 1990. | 1999. | 2011. |
| ----- | ----- | ----- | ----- | ----- | ----- | ----- |
| 240   | 247   | 269   | 265   | 271   | 298   | 296   |

График промене броја становника у току последњих година